# San Martino (cacciatorpediniere)
Il San Martino è stato un cacciatorpediniere (e successivamente una torpediniera) della Regia Marina. Dopo la cattura da parte tedesca ha servito nella Kriegsmarine come TA 17.

## Storia
Costruita tra l'aprile 1917 e l'ottobre 1922, l'unità apparteneva alla classe Palestro. Negli anni venti la nave partecipò a varie crociere nel Mediterraneo. Nel 1926, per tre mesi, il San Martino fu stazionario in Mar Rosso.
Nel 1929 il cacciatorpediniere, insieme ai gemelli Palestro, Confienza e Solferino, costituiva la VII Squadriglia Cacciatorpediniere, che, insieme alla VIII Squadriglia (composta dalle unità della classe Curtatone) e all'esploratore Augusto Riboty, formava la 4ª Flottiglia Cacciatorpediniere, appartenente alla II Divisione Siluranti, facente parte della 2ª Squadra Navale avente base a Taranto. Nel 1931 la nave fu assegnata, con gli esploratori Bari e Taranto, i cacciatorpediniere Monzambano e Palestro e la torpediniera Dezza, alla IV Divisione della 2ª Squadra Navale.
Nel 1938 (per altre fonti nel 1930) il cacciatorpediniere fu sottoposto a lavori di modifica che videro l'innalzamento del fumaiolo prodiero, dato che il fumo, altrimenti, ostacolava la punteria e la direzione del tiro. Nel corso dello stesso anno la nave, ormai anziana, fu declassata a torpediniera.
Poco prima dello scoppio del secondo conflitto mondiale si progettò di potenziare l'armamento contraereo delle quattro unità della classe Palestro, sostituendo uno dei pezzi da 102 mm ed entrambi i cannoni da 76 mm con quattro mitragliere da 20 mm, ma tale proposito non fu mai messo in atto.
All'ingresso dell'Italia nella seconda guerra mondiale, il 10 giugno 1940, la San Martino apparteneva alla XV Squadriglia Torpediniere (Palestro, Confienza, Solferino) con base a Venezia.
Durante il conflitto l'unità operò dapprima nell'Alto Adriatico e in Dalmazia in funzioni di scorta convogli, successivamente fu impiegato nel Canale di Sicilia ed in Africa settentrionale e, saltuariamente, in missioni di scorta nel Mar Egeo.
Il 27-28 settembre 1940 la nave fu di scorta, insieme alla Confienza, all'incrociatore Alberico Da Barbiano in due uscite in mare da Pola, di breve durata, per delle esercitazioni dei cannonieri della locale accademia.

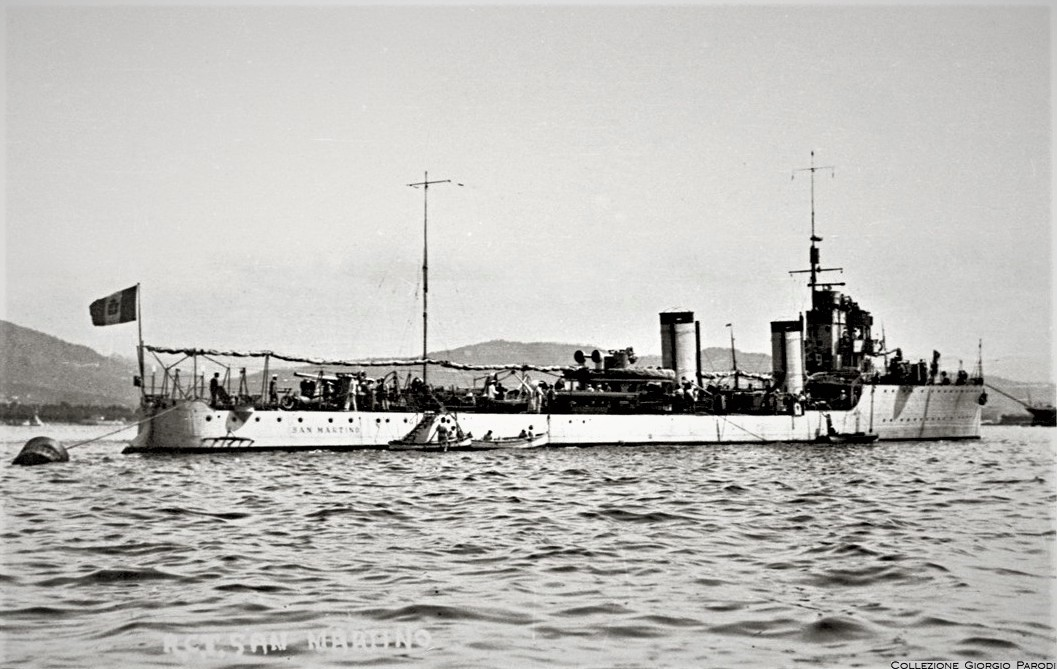
La San Martino vista da tre quarti di poppa.

Il 5 settembre 1941 la San Martino scortò da Patrasso a Taranto il piroscafo tedesco Savona e gli italiani Casaregis e Perla, carichidi personale e materiali sia italiani che tedeschi. Il 12 ottobre la nave scortò sulla rotta opposta, da Taranto a Patrasso, la nave cisterna Campina.
Il 2 marzo 1942, alle 18:07, la San Martino, cinque miglia ad ovest di Capo Dukato (Isola di Santa Maura), individuò il sommergibile britannico Torbay, che si preparava ad attaccarla, e, prima che l'unità nemica potesse lanciare i propri siluri, passò al contrattacco, bombardando il sommergibile per due ore con cariche di profondità.
Il 5 marzo la torpediniera, insieme al cacciatorpediniere Sebenico e ad un'altra vecchia torpediniera, la Giuseppe Sirtori, scortò da Corfù a Patrasso i piroscafi Goggiam e Leonardo Palomba. Il 2 aprile la San Martino e la gemella Solferino scortarono da Brindisi ad Argostoli e quindi a Patrasso la nave cisterna Arca.
Alle 13 del 28 marzo 1942 la San Martino salpò da Patrasso di scorta, insieme all'incrociatore ausiliario Città di Napoli, al cacciatorpediniere Sebenico e alle torpediniere Castelfidardo, Mosto e Bassini, a un convoglio composto dai trasporti truppe Galilea, Francesco Crispi, Italia, Viminale, Aventino e Piemonte, diretti a Bari via Brindisi. Piemonte, Crispi, Galilea e Viminale trasportavano reparti della Divisione alpina Julia che rimpatriava dalla Grecia, mentre sull'Italia e sull'Aventino erano imbarcati uomini dei presidi del Dodecaneso che rientravano in licenza. In totale i sei piroscafi trasportavano 8300 uomini. Dopo essere uscito, come normalmente, dal passo di Capo Dukato, il convoglio si dispose in doppia colonna, con il Città di Napoli (caposcorta e capo convoglio) in testa, la Bassini in coda, Mosto e Sebenico sulla dritta e San Martino e Castelfidardo sulla sinistra (tutte le navi della scorta procedevano a zig zag). La colonna di dritta era composta, nell'ordine, da Galilea, Crispi e Italia, quella di sinistra da Viminale, Piemonte e Aventino. Alle 22:45 di quel giorno il sommergibile britannico Proteus silurò il Galilea, 9 miglia a sudovest di Antipaxo. Mentre il Galilea, colpito da un siluro a prua sinistra, sbandava sul lato sinistro e rallentava (s'immobilizzò dopo una decina di minuti), le unità di scorta accostarono dal lato esterno della formazione. Come ordinato prima della partenza, il resto del convoglio proseguì, giungendo a Bari il giorno seguente, e lasciando solo la Mosto a soccorrere la nave colpita. Dopo una lunga agonia, il Galilea s’inabissò alle 3:50 del 29 marzo in posizione 4°93’ N e 20°05’ E: nel disastro persero la vita 995 (o 991) uomini, mentre solo 284 poterono essere salvati.
Il 19 aprile 1942 la San Martino e la Solferino scortarono da Patrasso a Navarino il piroscafo Tripoli, mentre il 24 dello stesso mese la San Martino scortò il trasporto truppe Calino, diretto a Rodi, da Bari a Patrasso. Il 27 aprile la nave, di nuovo insieme alla Solferino, fu di scorta alla nave cisterna Rondine e al piroscafo Mameli, in navigazione da Patrasso a Prevesa. Il giorno successivo la San Martino scortò le navi cisterna Rondine e Alberto Fassio da Prevesa a Taranto.
Nel corso del 1942 la San Martino venne sottoposta a lavori di rimodernamento, che comportarono l'eliminazione di due dei pezzi da 102/45 mm e di entrambi quelli da 76/40 e la loro sostituzione con 6 mitragliere Breda Mod. 1940 da 20/65 mm. Vennero inoltre imbarcati due scaricabombe per cariche di profondità.
Il 25 ottobre 1942 la nave, insieme alla moderna torpediniera di scorta Fortunale, scortò da Taranto a Navarino la motonave Etiopia e il piroscafo Luisiana.
Il 1º novembre 1942 la San Martino venne assegnata, quale unica unità di scorta, agli incrociatori ausiliari Zara e Brioni, partiti da Brindisi e diretti a Tobruk con un carico di munizioni e benzina in fusti. La torpediniera raggiunse le due navi in mare aperto, alle 16:30 del 1º novembre, e poco dopo sopraggiunsero anche i velivoli della scorta aerea (bombardieri Junkers Ju 88 e caccia Messerschmitt Bf 109, del JG 53, e Bf 110 della Luftwaffe e caccia Macchi MC.200 e C.202 del II Stormo della Regia Aeronautica). Alle 23:00 di quel giorno venne avvistato un ricognitore alleato, che seguì il convoglio sino alle 2:00 del 2 novembre, illuminando le navi con razzi e bengala per poi allontanarsi (già alle 18:30 alcuni bombardieri angloamericani avevano individuato le unità italiane). Il convoglio proseguì senza problemi per il resto della nottata (durante la quale diversi bengalieri lo cercarono senza trovarlo) e fino all’alba, quando incrociò alcune formazioni di aerei da trasporto e da caccia italo-tedeschi, poi, intorno alle 9:00 (per altre fonti alle 8:00) del mattino del 2 novembre, le navi vennero attaccate da sette aerosiluranti britannici Bristol Beaufort, appartenenti al 39th Squadron della Royal Air Force e scortati da caccia Bristol Beaufighter del 272nd Squadron. In rapida successione aprirono il fuoco il Brioni, la San Martino e quindi la Zara – anche tra gli aerei attaccanti e quelli della scorta aerea vi fu uno scontro, in seguito al quale da parte italo-tedesca si rivendicò l'abbattimento di tre Beaufort e il danneggiamento di altrettanti velivoli dello stesso tipo, e da parte inglese l'abbattimento di uno Ju 88 e il danneggiamento di altri due: come spesso accade, i dati non coincidono con quelli forniti da ambo le parti circa le effettive perdite subite (la RAF affermò della perdita di due Beaufort e di un Beaufighter) – : alle 9:20 (per altre fonti alle 8:15) lo Zara venne immobilizzato da un siluro in posizione 33°10' N e 23°50' E. L'unità rimase tuttavia a galla, perciò, per cercare di salvarla, alle 10:40 venne presa a rimorchio dalla San Martino, che fin da dopo il siluramento aveva cercato di assisterla, mentre la Brioni proseguiva alla volta di Tobruk (dove andò distrutta poche ore dopo in un attacco aereo). Alle 15:40 si aggregò alla scorta anche la torpediniera Circe, salpata da Tobruk, ma la situazione andò peggiorando: intorno alle 18:00 (per altre fonti verso le 20:00), a una cinquantina di miglia da Tobruk (per altre fonti un centinaio di miglia a nord di tale porto), la Zara iniziò ad accentuare il proprio sbandamento e ad affondare con maggiore rapidità, obbligando, alle 18, a tagliare i cavi di rimorchio: abbandonata dall'equipaggio, che venne tratto in salvo dalla San Martino e dalla Circe (salvandosi al completo eccetto che per tre uomini deceduti nel siluramento), la motonave s’inabissò intorno alle 22.30, in posizione 32°37’ N e 23°50’ E.

Un'altra immagine della San Martino.

Il 19 gennaio 1943, alle 17:45, il sommergibile britannico Unbroken, in posizione 33°33' N e 11°20' E (a 6 miglia per 130° da Ras Turgheness, sull'isola di Gerba), lanciò un siluro contro il piroscafo frigorifero Edda, che la San Martino, insieme al posamine Eso, stava scortando da Tripoli (da dove il convoglio era partito a mezzanotte e mezza) a Sfax: l'arma danneggiò gravemente il mercantile. Si tentò di rimorchiare la nave colpita, ma alle 22:45 il convoglio venne attaccato da aerosiluranti: l'Edda, colpito da due siluri, si capovolse e affondò alle 23:10, in posizione 33°45' N e 11°12' E (a 4 miglia per 115° da Ras Turgheness). Anche l'Eso, aerosilurato nel medesimo attacco, s'inabissò in posizione 33°26' N e 11°06' E.
Il 31 luglio 1943 la San Martino scortò da Patrasso al Pireo il piroscafo cisterna Annarella: durante la navigazione quest'ultimo venne attaccato e bombardato da quattro aerei nemici, ma nessuna delle bombe sganciate andò a segno. La reazione della San Martino e dello stesso Annarella indusse i quattro velivoli ad allontanarsi. Il 2 agosto 1943 la torpediniera, insieme al cacciatorpediniere Euro, scortò il piroscafo Re Alessandro dal Pireo a Rodi.
Alla proclamazione dell'armistizio, l'8 settembre 1943, la San Martino si trovava al Pireo. La torpediniera e le altre navi italiane presenti (cacciatorpediniere Francesco Crispi e Turbine, incrociatore ausiliario Francesco Morosini e torpediniera Calatafimi), come d'uso, erano ormeggiate in punti diversi del porto, per ridurre i danni in caso di attacco aereo. Le navi vennero lasciate sostanzialmente senza ordini, mentre nelle ore successive all’annuncio il posamine tedesco Drache posò un campo minato fuori del porto, e le batterie costiere tedesche si preparavano a fare fuoco se qualche nave italiana avesse cercato di partire. Il 9 settembre 1943 la San Martino venne così catturata dalle truppe tedesche: incorporata nella Kriegsmarine e ribattezzata TA 17, la nave entrò in servizio sotto bandiera tedesca il 28 ottobre dello stesso anno (per altra versione, l'8 settembre la nave fu affondata dai tedeschi per impedire che dal Pireo fuggisse ad Alessandria d'Egitto, e poi venne recuperata e rimessa in servizio). Secondo altre fonti, la nave, all'atto della cattura, venne ribattezzata TA 18, salvo essere rinominata TA 17 il 16 novembre 1943.Al comando della nave, assegnata alla 9ª Divisione Torpediniere, fu designato il tenente di vascello Helmuth Düvelius, cui succedette, nel giugno 1944, il primo tenente di vascello Winfried Winkelmann.
Dopo i lavori di adattamento per entrare in servizio nella Kriegsmarine, il dislocamento standard aumentò a 925 tonnellate, mentre il pescaggio fu ridotto a 2,39 metri. Fu imbarcato un radar Fu.Mo.28. Causa l'usura, la velocità massima effettiva era ridotta a circa 25 nodi, e l'autonomia a 600 miglia a 20 nodi. Sul finire del 1943 venne aggiunta una mitragliera pesante SK C/30 da 37/83 mm.
Nella mattinata dell'8 febbraio 1944 la TA 17 lasciò Rodi di scorta, insieme alle torpediniere TA 16 (ex Castelfidardo) e TA 19 (ex Calatafimi), al piroscafo Oria in navigazione da Rodi al Pireo carico di 4233 prigionieri italiani. Durante la giornata le condizioni meteomarine andarono peggiorando, pertanto il convoglio si fermò in serata a Portolago (Lero), dove si trattennero per tutta la giornata del 9 febbraio, per ripartire alle 8:00 del 10 febbraio. Lasciata Lero, il convoglio tornò a Rodi, dove, giunte le navi alle 7:00 dell'11, l'Oria sbarcò alcuni prigionieri, poi, le quattro unità ripartirono per il Pireo (l'Oria aveva a bordo tra i 4033 e i 4115 prigionieri) ma, a partire dalle 22:30 dello stesso giorno, il tempo ricominciò a peggiorare, con vento da sud-sud-ovest forza 7 e mare forza 5, ostacolando la navigazione: alle 6:12 del 12 febbraio il convoglio giunse al largo di Amorgos e avvistò i velivoli della scorta aerea, ma il vento era montato sino a forza 9-10 con corrispondente mare al traverso, creando seri problemi anche alle vecchie torpediniere della scorta. Nel pomeriggio il convoglio attraversò lo stretto tra le isole di Serifos e Kythnos. Intorno alle 18, al largo di Capo Sounion, furono lanciati razzi illuminanti, che rivelarono la vicinanza alla costa: le navi tentarono di evitare l'isoletta antistante, Nisis Patroklou, ma alle 18:45 l'Oria si incagliò su una scogliera e affondò. La violenza della tempesta impedì ogni tentativo di aiuto da parte delle torpediniere: la TA 19, danneggiata nella zona poppiera, dovette allontanarsi per prima, e poco dopo anche la TA 16 e la TA 17 dovettero rinunciare ai soccorsi e dirigere per il Pireo, dove arrivarono intorno a mezzanotte. I morti furono oltre 4.000.
Il 18 luglio 1944 la TA 17, mentre era all'ormeggio a Portolago, fu gravemente danneggiata dallo scoppio di cariche esplosive collocate sul suo scafo da incursori inglesi. Secondo altre fonti, il 18 giugno 1944 la torpediniera rimase gravemente danneggiata a seguito dell'urto contro una mina.
Il 18 settembre 1944 la torpediniera, mentre si trovava al Pireo a riparazioni non ancora terminate, fu ulteriormente (e pesantemente) danneggiata da un attacco aereo. Il 12 ottobre 1944, nuovamente colpita da aerei, la TA 17 affondò nel porto del Pireo. Secondo altre fonti il 12 ottobre 1944 la torpediniera si auto-affondò a Salamina.